# 아리마 하루노부
아리마 하루노부/시게즈미(일본어: 有馬晴信/鎮純 1567년 ~ 1612년 6월 5일)는 센고쿠 시대부터 에도 시대에 걸쳐 활약한 다이묘이다. 히노에 번(日野江藩)의 초대 번주이자 기리시탄 다이묘로 알려져 있다. 기독교에서의 세례명은 돈 프로타시오(Don Protasio)이다. 하루노부계 히젠 아리마 씨 시조.
아버지는 아리마 요시사다(有馬義貞). 오무라 스미타다(大村純忠)는 하루노부의 숙부이다.

## 생애
1571년 형 요시즈미(義純)가 단명하였기에 가독을 계승했다. 이 무렵은 히젠(肥前)의 다이묘 류조지 다카노부(龍造寺隆信)의 공세에 시달려 아리마 가문은 류조지 가문에 복속한다. 하지만, 1584년 사쓰마(薩摩)의 다이묘 시마즈 가문에 협력해 오키타나와테 전투에서 류조지군을 섬멸한다. 그리고, 1587년 도요토미 히데요시(豐臣秀吉)의 규슈 정벌에 있어서는 시마즈 가문과 연을 끊고, 히데요시에 복속한다.
가독을 이을 당시에는 영내의 기독교도에 대해 박해를 했지만, 예수회 선교사 알레산드로 발리냐노의 영향을 받아 1580년 가톨릭으로 개종한다. 1582년 오토모 소린과 하루노부의 숙부 스미타다와 함께 덴쇼 소년사절단을 파견하였다. 1587년 히데요시가 바테렌 추방령을 반포할 때까지 수만의 기독교도를 보호하였다고 한다.
1592년 임진왜란에서는 같은 기리시탄 다이묘 고니시 유키나가(小西行長) 군에 속해 종군하였고, 7년간 조선에서 싸웠다.
1600년 세키가하라 전투에 있어서는 서군 측에 가담했지만, 세키가하라에서 서군이 패배하였다는 소식을 들은 후, 동군 측에 가담해 고니시 유키나가의 우토 성을 공격한다. 이 공적으로 자신의 소령을 지킬 수 있었다.
1609년 마카오에서 자신의 가신과 마카오 주민사이에서 다툼이 일어났고, 가신 및 영민 48명이 살해되는 사건이 일어난다. 이에 하루노부는 도쿠가와 이에야스(德川家康)에게 보복을 허가할 것을 요구했다. 그리고, 포르투갈 상선 노사 센호라 데 그라사 호(옛 명칭은 마드레 데 데우스 호)가 나가사키에 입항하자, 선장을 구류하고 상선을 포위했다. 하지만, 선장은 선원을 도피시키고, 배를 침몰시켰다.
이 사건 후, 이에야스의 측근 혼다 마사즈미(本多正純)의 가신 가톨릭 신자 바오로 오카모토 다이하치와 기리시탄 세력을 재확장하기 위해 자금을 건냈고, 이후 발각되어 이에야스의 격노를 샀다. 이 일로 인해 다이하치는 화형에 처해졌으며, 하루노부는 가이 국 하지카노로 추방된 후 사형에 처해졌다.
1612년 하루노부는 기리시탄이었기 때문에 할복을 할 수 없어 참수되었다고 한다. 하지만, 기록에는 할복을 하였다고 적고 있다.

## 가계
오무라 요시아키(大村喜前)와는 사촌지간이다.
| 전임 아리마 요시즈미 | 제14대 히젠 아리마 씨 당주 1571년 ~ 1612년 | 후임 아리마 나오즈미 |

|  | 제1대 히노에 번 번주 (히젠 아리마 가문) 1600년 ~ 1612년 | 후임 아리마 나오즈미 |